# John Tripp
John Tripp (né le 4 mai 1977 à Kingston, dans la province de l'Ontario au Canada) est un joueur professionnel de hockey sur glace évoluant à la position d'ailier droit.

## Carrière
Repêché par l'Avalanche du Colorado au troisième tour du repêchage de 1995 de la Ligue nationale de hockey, Tripp poursuivit avec son équipe junior, les Generals d'Oshawa de la Ligue de hockey de l'Ontario. Incapable d'en venir à une entente avec l'Avalanche, il est ré-admis au repêchage de 1997 où il est retenu en deuxième ronde par les Flames de Calgary.
Après quelques rencontres avec l'Express de Roanoke de l'ECHL en 1997-1998, il rejoint le club affilié aux Flames dans la Ligue américaine de hockey, les Flames de Saint-Jean. Il évolue durant les quatre saisons suivantes entre différents clubs de la LAH et de l'ECHL avant de rejoindre à titre d'agent libre en 2002 le Wolf Pack de Hartford.
Il fait ses débuts en LNH au cours de cette saison, prenant part à neuf rencontres avec les Rangers de New York puis l'été suivant, alors qu'il est redevenu agent libre, il s'entend pour une saison avec les Kings de Los Angeles, saison qu'il partage entre ces derniers et leur club affilié, les Monarchs de Manchester.
Lors du lock-out que connut la LNH en 2004-2005, Tripp est invité à rejoindre le Adler Mannheim de la DEL en Allemagne. Ayant apprécié cette expérience, il reste avec ces derniers la saison suivante avant de passer aux mains du ERC Ingolstadt à l'été 2006. Au cours de cette même année, il obtient la citoyenneté allemande et dès 2007, il est invité à s'aligner pour l'équipe nationale lors du Championnat du monde.
Après une seule saison avec Ingolstadt, il rejoint les Hamburg Freezers et retourne également au championnat du monde, puis il est retenu pour représenter l'Allemagne lors des jeux Olympiques de 2010.

## Statistiques

### Statistiques en club
| Saison    | Équipe                  | Ligue |    | Saison régulière | Saison régulière | Saison régulière | Saison régulière | Saison régulière |    | Séries éliminatoires | Séries éliminatoires | Séries éliminatoires | Séries éliminatoires | Séries éliminatoires |
| Saison    | Équipe                  | Ligue | PJ | B                | A                | Pts              | Pun              | PJ               | B  | A                    | Pts                  | Pun                  |                      |                      |
| 1994-1995 | Generals d'Oshawa       | LHO   | 58 | 6                | 11               | 17               | 53               | 7                | 0  | 1                    | 1                    | 4                    |                      |                      |
| 1995-1996 | Generals d'Oshawa       | LHO   | 56 | 13               | 14               | 27               | 95               | 5                | 1  | 1                    | 2                    | 13                   |                      |                      |
| 1996-1997 | Generals d'Oshawa       | LHO   | 59 | 28               | 20               | 48               | 126              | 18               | 16 | 10                   | 26                   | 42                   |                      |                      |
| 1997-1998 | Express de Roanoke      | ECHL  | 9  | 0                | 2                | 2                | 22               | -                | -  | -                    | -                    | -                    |                      |                      |
| 1997-1998 | Flames de Saint-Jean    | LAH   | 61 | 1                | 11               | 12               | 66               | 2                | 0  | 1                    | 1                    | 0                    |                      |                      |
| 1998-1999 | Chiefs de Johnstown     | ECHL  | 7  | 2                | 0                | 2                | 12               |                  |    |                      |                      |                      |                      |                      |
| 1998-1999 | Flames de Saint-Jean    | LAH   | 2  | 0                | 0                | 0                | 10               | -                | -  | -                    | -                    | -                    |                      |                      |
| 1999-2000 | Chiefs de Johnstown     | ECHL  | 38 | 13               | 11               | 24               | 64               | -                | -  | -                    | -                    | -                    |                      |                      |
| 1999-2000 | Flames de Saint-Jean    | LAH   | 29 | 8                | 7                | 15               | 38               | 3                | 0  | 0                    | 0                    | 2                    |                      |                      |
| 2000-2001 | Ice Pilots de Pensacola | ECHL  | 36 | 19               | 14               | 33               | 110              | -                | -  | -                    | -                    | -                    |                      |                      |
| 2000-2001 | Aeros de Houston        | LIH   | 15 | 0                | 6                | 6                | 14               | -                | -  | -                    | -                    | -                    |                      |                      |
| 2000-2001 | Admirals de Milwaukee   | LIH   | 12 | 0                | 1                | 1                | 31               | -                | -  | -                    | -                    | -                    |                      |                      |
| 2000-2001 | Bears de Hershey        | LAH   | 5  | 0                | 1                | 1                | 0                | -                | -  | -                    | -                    | -                    |                      |                      |
| 2001-2002 | Ice Pilots de Pensacola | ECHL  | 49 | 25               | 27               | 52               | 114              | -                | -  | -                    | -                    | -                    |                      |                      |
| 2001-2002 | Wolf Pack de Hartford   | LAH   | 23 | 4                | 9                | 13               | 22               | 10               | 4  | 2                    | 6                    | 17                   |                      |                      |
| 2002-2003 | Rangers de New York     | LNH   | 9  | 1                | 2                | 3                | 2                | -                | -  | -                    | -                    | -                    |                      |                      |
| 2002-2003 | Wolf Pack de Hartford   | LAH   | 57 | 29               | 21               | 50               | 68               | 2                | 0  | 0                    | 0                    | 2                    |                      |                      |
| 2003-2004 | Kings de Los Angeles    | LNH   | 34 | 1                | 5                | 6                | 33               | -                | -  | -                    | -                    | -                    |                      |                      |
| 2003-2004 | Monarchs de Manchester  | LAH   | 24 | 8                | 7                | 15               | 33               | -                | -  | -                    | -                    | -                    |                      |                      |
| 2004-2005 | Adler Mannheim          | DEL   | 44 | 9                | 16               | 25               | 136              | 14               | 2  | 3                    | 5                    | 54                   |                      |                      |
| 2005-2006 | Adler Mannheim          | DEL   | 51 | 15               | 17               | 32               | 82               | -                | -  | -                    | -                    | -                    |                      |                      |
| 2006-2007 | ERC Ingolstadt          | DEL   | 39 | 15               | 19               | 34               | 94               | 6                | 2  | 3                    | 5                    | 22                   |                      |                      |
| 2007-2008 | Hamburg Freezers        | DEL   | 50 | 15               | 20               | 35               | 93               | 7                | 0  | 3                    | 3                    | 12                   |                      |                      |
| 2008-2009 | Hamburg Freezers        | DEL   | 44 | 9                | 11               | 20               | 52               | 9                | 3  | 3                    | 6                    | 10                   |                      |                      |
| 2009-2010 | Hamburg Freezers        | DEL   | 53 | 16               | 17               | 33               | 99               | -                | -  | -                    | -                    | -                    |                      |                      |
| 2010-2011 | Scorpions de Hanovre    | DEL   | 6  | 3                | 1                | 4                | 6                | -                | -  | -                    | -                    | -                    |                      |                      |
| 2010-2011 | Kölner Haie             | DEL   | 37 | 11               | 14               | 25               | 36               | 5                | 1  | 1                    | 2                    | 10                   |                      |                      |
| 2011-2012 | Kölner Haie             | DEL   | 52 | 14               | 16               | 30               | 45               | 6                | 1  | 3                    | 4                    | 20                   |                      |                      |
| 2012-2013 | Kölner Haie             | DEL   | 52 | 17               | 20               | 37               | 62               | 12               | 3  | 5                    | 8                    | 16                   |                      |                      |
| 2013-2014 | Kölner Haie             | DEL   | 45 | 12               | 10               | 22               | 55               | 16               | 1  | 3                    | 4                    | 8                    |                      |                      |
| 2014-2015 | Kölner Haie             | DEL   | 48 | 9                | 6                | 15               | 75               | -                | -  | -                    | -                    | -                    |                      |                      |
| 2015-2016 | Eispiraten Crimmitschau | DEL2  | 42 | 18               | 22               | 40               | 65               | 3                | 0  | 0                    | 0                    | 4                    |                      |                      |

### Statistiques en équipe nationale
| Année | Équipe    | Compétition          |   | PJ | B | A | Pts | Pun           |  | Résultat |
| 2007  | Allemagne | Championnat du monde | 6 | 1  | 2 | 3 | 2   | 9e place      |  |          |
| 2008  | Allemagne | Championnat du monde | 6 | 0  | 1 | 1 | 0   | 10e place     |  |          |
| 2010  | Allemagne | jeux Olympiques      | 4 | 1  | 0 | 1 | 2   | Onzième place |  |          |

### Transaction en carrière
- Repêchage 1995; repêché par l'Avalanche du Colorado (3e choix de l'équipe, 77e au total).
- Repêchage 1997; repêché par les Flames de Calgary (2e choix de l'équipe, 42e au total).
- 3 septembre 2002; signe à titre d'agent libre avec le Wolf Pack de Hartford.
- 6 août 2003; signe à titre d'agent libre avec les Kings de Los Angeles.
- 20 avril 2004; signe à titre d'agent libre avec le Adler Mannheim.